# CYGNSS
Cyclone Global Navigation Satellite System (CYGNSS) (с англ. — «глобальная спутниковая система навигации циклона») — это спутниковая система под управлением NASA, созданная с целью улучшения прогнозирования ураганов через изучение взаимодействий между морем и воздушными массами в самом центре урагана.
В июне 2012 года НАСА вложила в проект сумму $152 млн для поддержки работ в этом направлении проводимыми Мичиганским университетом. Также в проекте участвуют: Юго-Западный исследовательский институт в Техасе (разработка и создание космических аппаратов), компании Surrey Satellite Technology (интеграция полезной нагрузки) и Sierra Nevada Corporation (создание адаптера-диспенсера для запуска спутников). Планируется создать группировку из восьми микроспутников (массой 27,5 кг каждый), которые будут запущены на низкую околоземную орбиту высотой 500 км и наклонением 35°. Спутники будут равномерно рассредоточены в одной орбитальной плоскости, что позволит им возвращаться в исходную точку наблюдения спустя 6 часов. Наблюдение за ураганами планируют проводить на протяжении двух сезонов. Все 8 спутников планируют запустить одной ракетой-носителем Pegasus-XL.

## Предпосылки
Прогнозирование путей следования тропических циклонов, начиная с 1990 года улучшилась примерно на 50 %; это не дало существенного улучшения прогнозирования интенсивности этих вихрей. Лучшее понимание внутренней природы тропических штормов может привести к улучшению прогнозирования; однако, пока ещё текущие датчики не смогли собрать достаточно качественные данные из центральной области из-за затемнения от дождевых потоков, окружающих его. В целях совершенствования моделей, используемых в прогнозировании интенсивности ураганов, нужны более точные данные.

## Принцип работы
На орбите спутники CYGNSS будут фиксировать прямые и отраженные сигналы от Глобальной спутниковой системы позиционирования (GPS). Прямые сигналы будут точно определять местоположение космических аппаратов CYGNSS в космическом пространстве, тогда как принятые отраженные сигналы, будут нести информацию о рельефе поверхности океана и морей, что в свою очередь позволит в дальнейшем извлечь информацию о скорости ветра.

## Задача
Задача CYGNSS будет состоять в изучении отношения между свойствами поверхности океана, термодинамики атмосферной влажности, радиации и конвективной динамики для определения условий формирования тропических ураганов, а также собирать информацию о том будет ли ураган усиливаться или нет, чтобы определить, какова форма тропического урагана и действительно ли он будет усиливаться, и если да, то насколько. Полученные данные должны значительно улучшить систему прогнозирования погоды и наблюдения за ураганами. Данные CYGNSS позволят учёным впервые исследовать ключевые процессы взаимодействия атмосферы и океана, которые происходят рядом с внутренним ядром бурь, которые быстро меняются и играют очень важную роль в генезисе и интенсификации ураганов. Основное достоинство системы CYGNSS по сравнению с большим метрологическим спутником является временное разрешение. Ведь восемь космических аппаратов CYGNSS будут пролетать над океаном как минимум в 8 раз чаще, что позволит им проводить более детальное исследование поверхности океана.

## Инструменты
На борту каждого спутника CYGNSS установлен Delay Doppler Mapping Instrument (отображение радиолокационных данных с доплеровским сдвигом частоты), который включает в себя многоканальный GPS-приёмник, зенитной антенны низкого усиления и 2 надирных антенн с высоким коэффициентом усиления.

## Запуск
Компания Orbital ATK обеспечит запуск с воздушного старта ракетой Pegasus XL сразу 8 спутников CYGNSS миссии НАСА.
Первоначально, запуск запланирован на 21 ноября 2016 . Позже, запуск был перенесён на 12 декабря 2016 года.
Попытка запуска 12 декабря 2016 года была прервана из-за сбоя гидравлики в системе отсоединения ракеты Pegasus XL от самолёта-носителя Stargazer. 14 декабря запуск был снова отложен в связи с выявленными неполадками в полётном программном обеспечении спутников.
Запуск восьми спутников CYGNSS состоялся 15 декабря 2016 года в 13:37 UTC ракетой Pegasus-XL с самолёта-носителя Stargazer. Спустя 13 минут началась попарная отстыковка спутников на целевой орбите. В течение 2 месяцев спутники будут проходить тестирование, после чего начнут полноценное функционирование.